# Hagefjorden (Tvedestrand)
Hagefjorden er en fjord (egentlig et sund) i Tvedestrand kommune i Agder fylke i Norge, og ligger mellem Borøya og Sandøya. Hagefjorden har indløb mellem Borøykilen og Hauketangen på Sandøya og går tre kilometer mod nordøst og munder ud i Sandøyfjorden.Den er cirka 200 meter bred og 45 meter dyb, og har fartgrænse på 5 knob. Den er en del af den indre sejlrute  mellem Arendal og Lyngør.
Fjorden har givet navn til Hagefjordbrygge på Borøya, som er kaj for rejsende til Sandøya og skærgården rundt. Hagefjordbrygge har busforbindelse til Tvedestrand og Risør.